# Lawrence Harold Welsh
Lawrence Harold Welsh (ur. 1 lutego 1935, zm. 13 stycznia 1999) – amerykański duchowny rzymskokatolicki, biskup tytularny Aulon.
W latach 1978–1990 biskup Spokane, następnie do swojej śmierci biskup pomocniczy Saint Paul i Minneapolis.